# Корадо Барадзути
Корадо Барадзути (на италиански: Corrado Barazzutti) е италиански тенисист.

## Биография
Корадо Барадзути е роден на 19 февруари 1953 г. в Удине, Италия.

## Кариера
Корадо Барадзути става известен през 1971 г., като печели Ориндж Бол и Откритото първенство на Франция за юноши. Става професионалист през същата година. 
Той е поканен в отбора на Италия за Купа Дейвис, където записва общо 44 мача. През 1976 г. Барадзути е част от италианския отбор за Купа Дейвис, който печели купата в Чили.
Корадо Барадзути достига най-високо класиране на сингъл, до световен номер 7, постигнато през август 1978 г.
В турнирите от Големия шлем най-добрите му резултати са полуфинал през 1977 г. на Откритото първенство на САЩ, и през 1978 г. на Откритото първенство на Франция, той е победен в два сета съответно от Джими Конърс и Бьорн Борг. Барадзути печели пет ATP турнира в кариерата си.
След края на кариерата си на играч Барадзути е неиграещ капитан на отбора на Италия за Купа Дейвис и отбора на Италия за Фед Къп. Докато той е капитан, италианският отбор за Фед Къп печели купата (сега известна като Купата на Били Джийн Кинг) четири пъти: 2006, 2009, 2010 и 2013 г.